# اسکلارئول
اسکلارئول (به انگلیسی: Sclareol) یک ترکیب شیمیایی با شناسه پاب‌کم ۱۶۳۲۶۳ است.